# セントクリストファー・シーニック鉄道

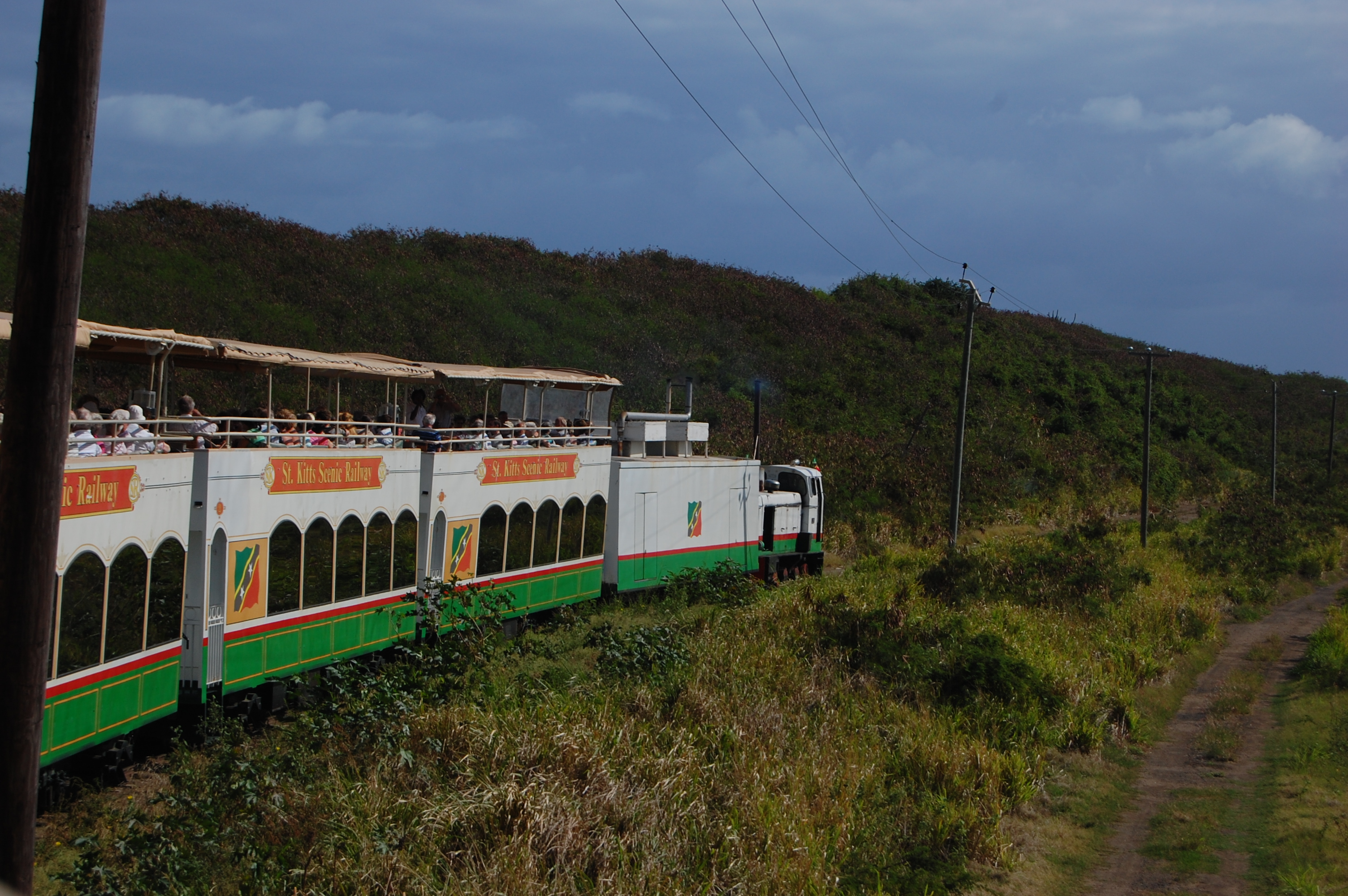
セントクリストファー・シーニック鉄道の列車（2009年撮影）

セントクリストファー・シーニック鉄道（セントクリストファーシーニックてつどう、英: St. Christopher Scenic Railway）またはセントキッツ・シーニック鉄道（セントキッツシーニックてつどう、英: St. Kitts Scenic Railway）は、セントクリストファー・ネイビス連邦のセントクリストファー島（セントキッツ島）にある観光鉄道である。
当鉄道は、島の海岸線に沿って走る延長18マイル (29 km)、軌間762 mm (2 ft 6 in)のナローゲージ鉄道路線である。

## 歴史

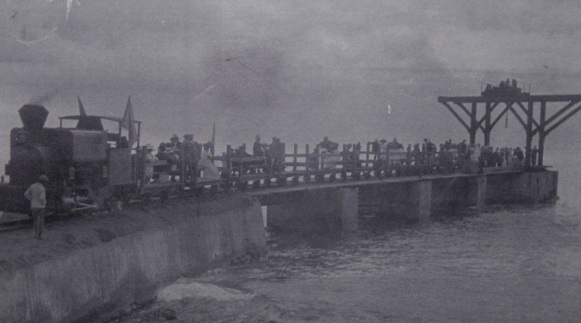
1912年の製糖工場開業での、新しい「ファクトリー・ピア」 (Factory Pier) 上の始発旅客列車とNo.3「クイーン・メアリー 」 (Queen Mary) 蒸気機関車の歴史的な写真

農場からバセテールの製糖工場までサトウキビを配送するために、1912年から1926年までに最初の軌道が敷設された。
テンサイの世界的な導入が起因である砂糖の価格下落以降、処理コストを削減し、規模の経済の原理の適用により収益性を増やすために、1912年に投資家グループによって製糖工場が建設された。
トリニティ (Trinity) の「パルメット・ポイント」 (Palmetto Point) までの4マイルを走行する支線「ウェスト線」 (West Line) 、および「Bourryeau・エステート」 (Bourryeau Estate) の「ミルズズ」 (Mills's) までを走行するもう一つの支線「ノース線」 (North Line) とともに、「ファクトリー・ピア」 (Factory Pier) から「セントキッツ・バセテール・シュガー・ファクトリー」 (St. Kitts Basseterre Sugar Factory) への最初の鉄道路線区間が、1912年2月28日に完成した。
「特別列車」に招待された高官を乗せて、鉄道の開通式が行われた。
それからは、例年の砂糖収穫のために、鉄道が2月から6月まで季節的に運行された。
2003年1月28日に、私有のセントクリストファー（セントキッツ）・シーニック鉄道が観光列車を走らせることを開始した。
この計画は、政府および民間企業間の例外的な協力関係で実行されている。
島の経済を砂糖が支配したときの、過去への繋がりを維持するために、「西インド諸島の最後の鉄道」 (Last Railway in the West Indies) のスローガンはその目的を示している。

## 鉄道車両

### 機関車

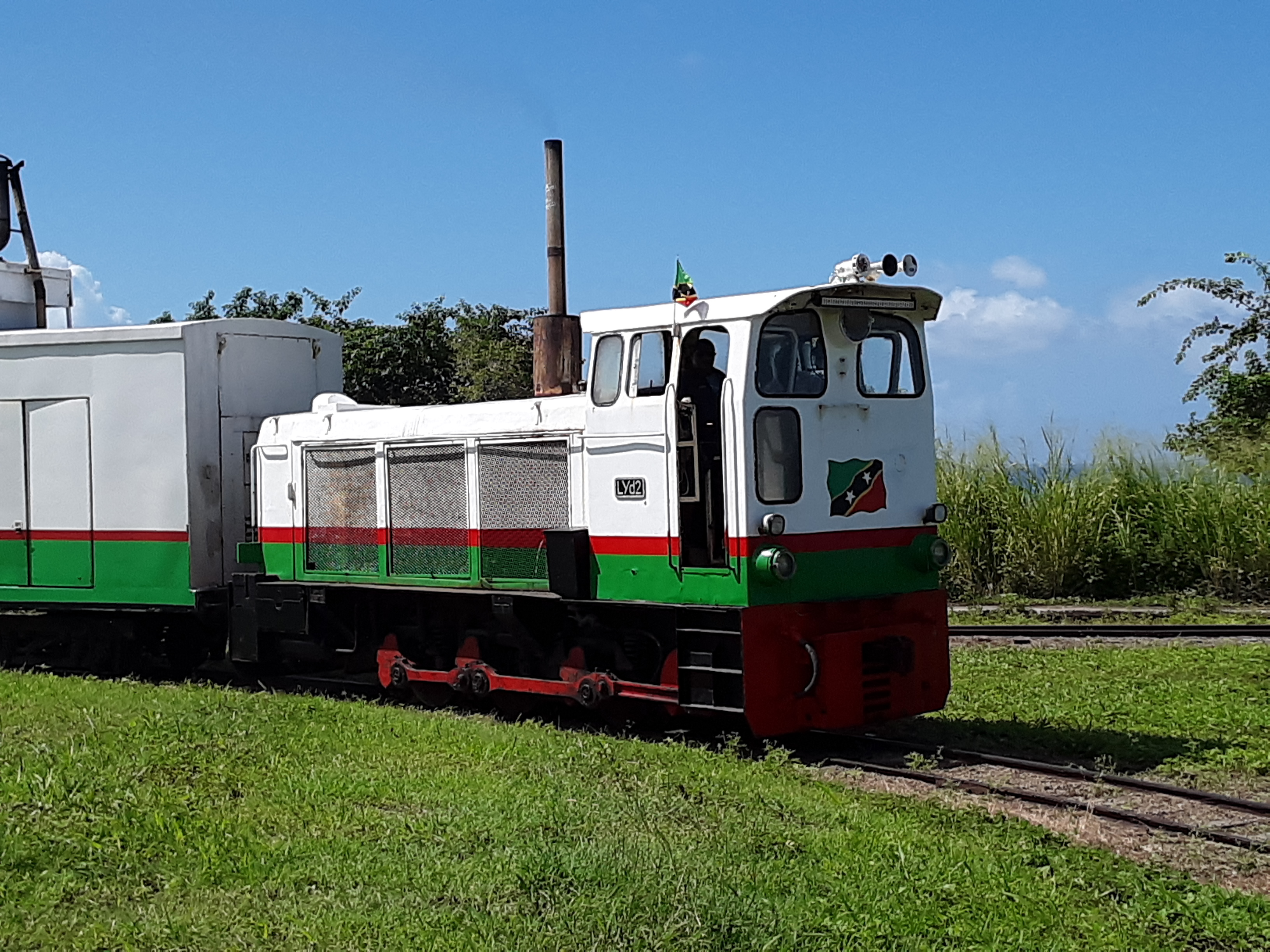
ディーゼル機関車（2008年撮影）

当鉄道では、ルーマニアのFAUR社製PKPクラスLyd2液体変速式ディーゼル機関車3両を所有・運行している。
Lyd2の分類の説明としては、以下の通り。
- L - ナローゲージ機関車を示す
- y - 3本の車軸（0-6-0またはC）を示す
- d - ディーゼル燃料を示す
- 2 - 液体変速式を示す

機関車は、両方向の駆動系配置と、単一の運転室から成っている。
整備されたディーゼルエンジンは、ドイツのヘンシェル社からのものである。

### 客車
ジェフ・ハミルトン (Jeff Hamilton) によって、客車が製造されている。
彼は、2階建て客車の新型を設計および製造しており、上部デッキで開放式座席を提供するために、屋根が邪魔にならないように油圧で持ち上げられるようになっており、また同時に、下部の空調およびカーペット敷きの客間デッキには、6フィートの巨大なアーチ状窓があり、また象眼装飾されたテーブルにクッション付きの籘椅子といった家具付きであり、地元のアーティストによる絵画によって装飾されていた。
各車両のこの階には、バーおよび洗面所が備わっている。